# Trematocranus
Trematocranus é um género de peixe da família Cichlidae.
Este género contém as seguintes espécies:
- Trematocranus labifer
- Trematocranus microstoma
- Trematocranus placodon[2][1]